# Frontera entre l'Uzbekistan i el Turkmenistan
La frontera entre l'Uzbekistan i el Turkmenistan és la frontera de 1.621 kilòmetres en sentit est-oest que separa el nord del Turkmenistan (províncies de Daşoguz i Lebap) del sud de l'Uzbekistan (províncies de Karakalpakistan, Bukhara, Khorezm, Surjandarin i Qashqadaryo). Segueix el curs del riu Amudarià i l'altiplà d'Ustiurt. Hi ha tres passos oberts: entre Bukharà i Türkmenabat, entre Khivà i Daşoguz, i entre Nukus (Hojeli) i Köneürgenç.

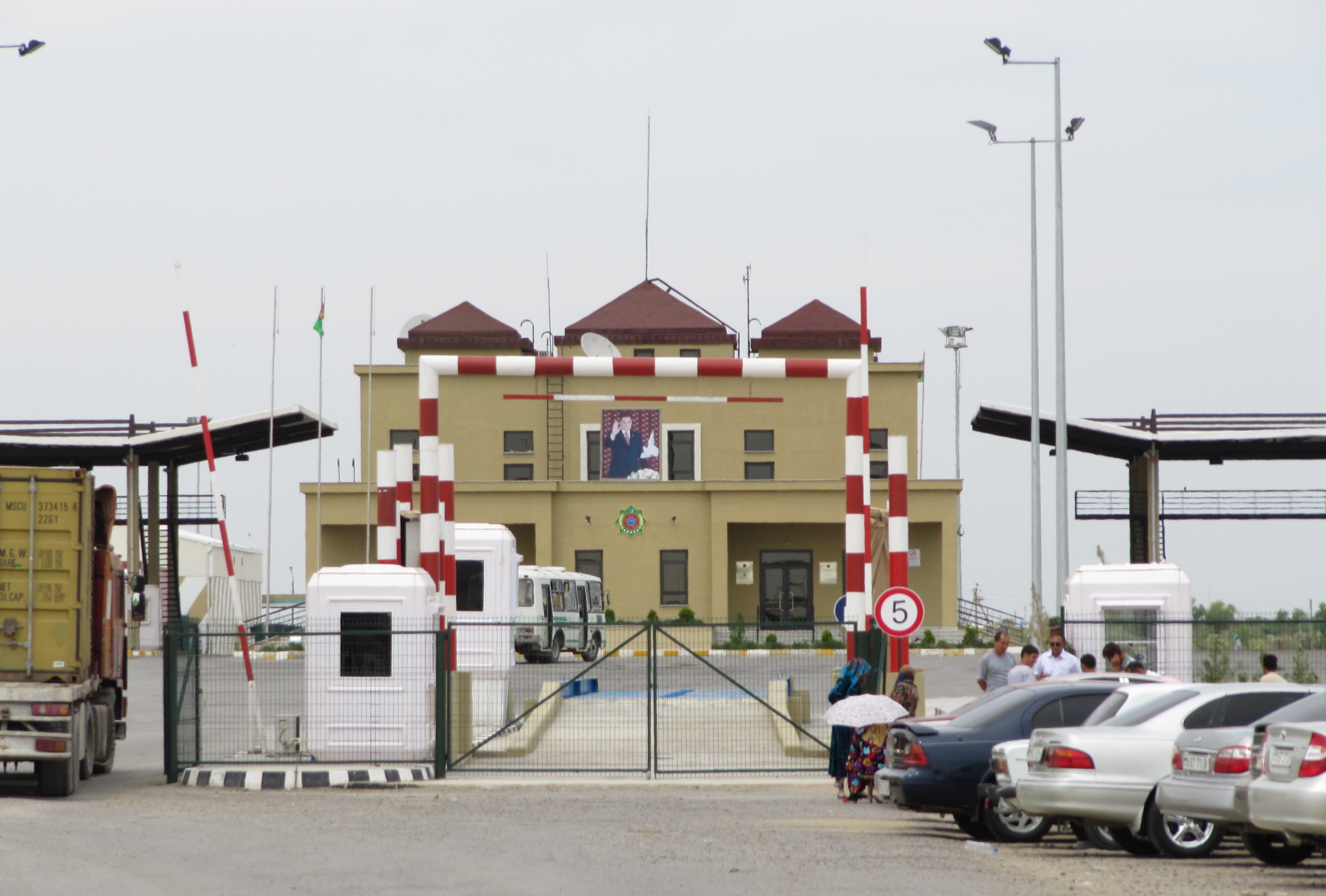
Pas fronterer de Farab

Actualment hi ha un mur de filferro d'arç erigit per Turkmenistan. El 30 de març de 2001 el president de Turkmenistan Saparmurat Niyazov va ordenar al seu govern la construcció d'una tanca fronterera d'uns 1.700 kilòmetres a les fronteres amb Uzbekistan i Kazakhstan amb la finalitat de prevenir el contraban i la immigració il·legal:
Turkmenistan i l'Uzbekistan van tenir seriosos "problemes" quant a la seva frontera recíproca fins a maig de 2004, quan el Ministeri de Relacions Exteriors de Turkmenistan va emetre una declaració el 31 de maig de 2004 afirmant que s'havien resolt les disputes.